# San Marco Argentano
San Marco Argentano – miejscowość i gmina we Włoszech, w regionie Kalabria, w prowincji Cosenza.
Według danych na rok 2004 gminę zamieszkiwało 7646 osób, 98 os./km².